# Balázs Hárai
Balázs Hárai (Budapeste, 5 de abril de 1987) é um jogador de polo aquático húngaro.

## Carreira
Hárai integrou o elenco da Seleção Húngara de Polo Aquático em duas edições de Jogos Olímpicos, ficando em quinto lugar tanto em Londres 2012 quanto no Rio 2016.